# Paraturbanella dohrni
Paraturbanella dohrni is een buikharige uit de familie Turbanellidae. Het dier komt uit het geslacht Paraturbanella. Paraturbanella dohrni werd in 1927 voor het eerst wetenschappelijk beschreven door Remane. 